# Ragú

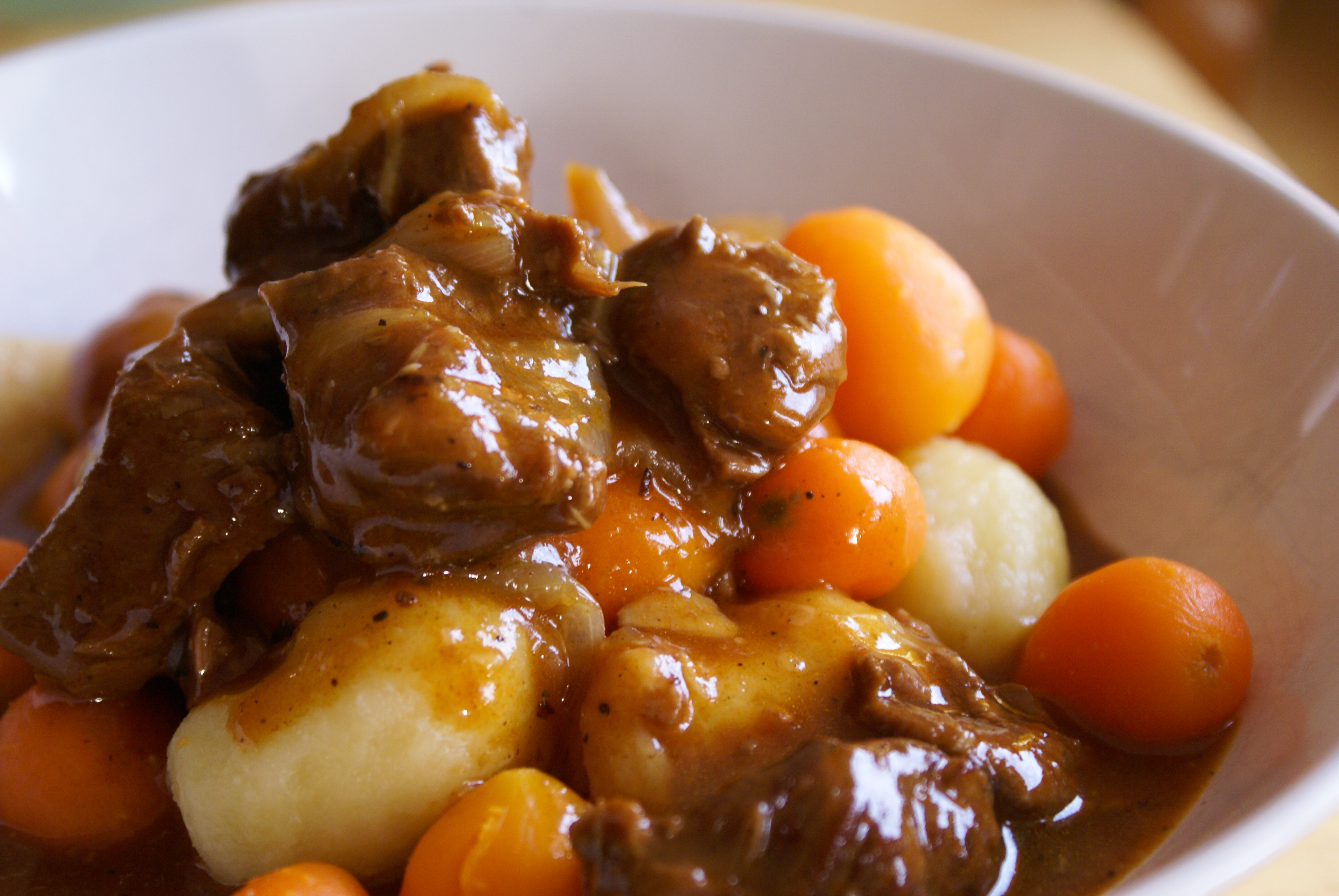
Ragú de buey con patatas y zanahorias".

El ragú (del francés ragoût) es un guiso que consiste en trozos de carne (de vaca o cordero, pero también de aves, pescados y otras viandas) estofados en sus propios jugos junto con una salsa.
En el Dictionnaire des aliments (1750), se recoge una gran cantidad de alimentos preparados «en ragoût». El Practicón (1894), de Ángel Muro, llama al ragout «guisado francés» y dice que la cocina francesa brilla por sus guisados o ragús, que es «donde flaquean» todas las demás cocinas. El Diccionario de la Academia Francesa señala que el ragú es una «viande accommodée avec une sauce» ('carne preparada en salsa'), mientras que el Larousse lo define como un «plat composé de morceaux de viande et de légumes cuits dans une sauce» ('plato preparado con trozos de carne y verduras guisados en una salsa'). Para la Academia Española, el ragú es un «guiso de carne con patatas y verduras».

## Etimología
El término ragoût procede de ragoûter, verbo del antiguo francés que significaba «dar gusto, despertar el deseo», y ya se empleaba a principios del siglo XVII en el sentido de «salsa que excita el apetito». En el diccionario de la Academia Francesa (edición de 1798) se dice del ragú que es un «mets apprêté pour irriter le goût, pour exciter l'appétit» ('plato preparado para avivar el gusto y excitar el apetito').

## Preparaciones

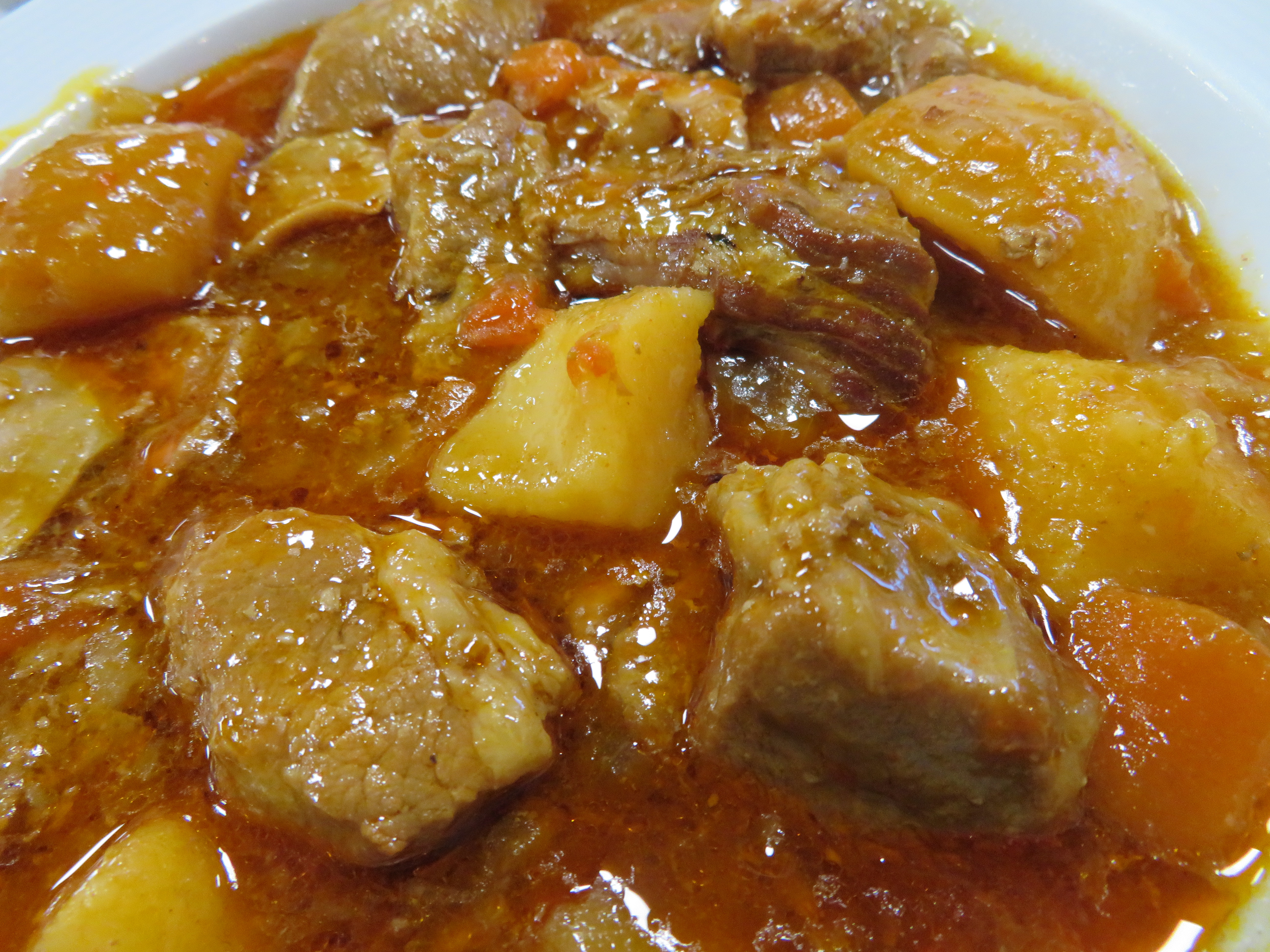
Ragout, estofado de ternera con patatas nuevas (España).

El popular Manual de Cocina de la Sección Femenina, un recetario de Ana María Herrera y Ruiz con más de 40 ediciones desde 1950, indica que la babilla, la aguja, la tapa y el pecho de vaca, así como la paletilla, cuello y pecho del cordero, son piezas aptas para ser guisadas en ragú. Su receta de ragú de cordero, a la que añade apio y vino blanco y cuya cocción tarda una hora, se parece bastante a la que aparece en El Practicón. En este último, se dora la carne en una cacerola con manteca, se incorpora cebolla y se añade un poco de harina y agua para ligar la salsa; se deja hervir a fuego lento durante tres horas, se sazona, y se añaden patatas y zanahorias, manteniendo la cocción hasta que la salsa queda reducida y las patatas blandas.
Existen recetas populares similares en diversas partes del mundo, como el estofado o caldereta española, el estofado criollo argentino, el estofado irlandés, el gulash centroeuropeo, el navarin y el bœuf bourguignon francés. En Italia se adoptó también el término ragú para el ragù napoletano y el ragù bolognese (salsa napolitana y salsa boloñesa).
Aunque principalmente se usan cortes de carne para la preparación del ragú, en la cocina italiana existen preparaciones del ragú con diferentes tipos de charcutería como jamones, salchichas y chorizos, entre otros.[cita requerida]